# Urucuia
Urucuia é um município brasileiro do estado de Minas Gerais. Sua população recenseada em 2022 era de 17 479 habitantes.
Em tupi, o nome da cidade significa "Águas Cristalinas, ou, Águas Claras". Uma clara referência ao Rio Urucuia, do qual a cidade herdou o nome.[carece de fontes?]

## Economia

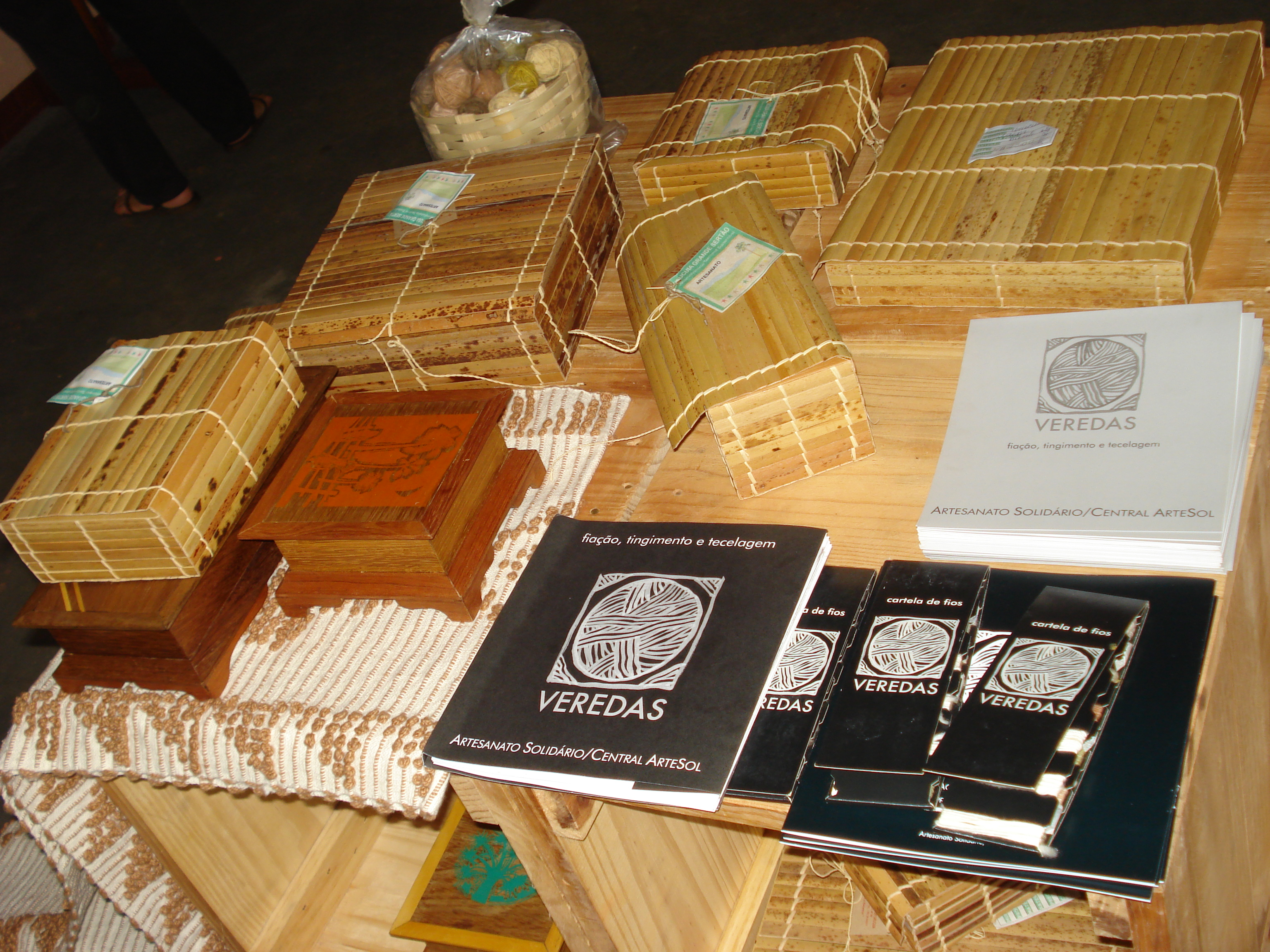
Artesanato de Buriti

Urucuia, apesar de geograficamente localizado no norte do estado, tem sua economia apoiada no noroeste dele. Tem como principal cidade de sua região, Unaí. E principal grande centro em Brasília-DF. Dentre os negócios que movimentam a economia urucuiana, destacam-se:
- Turismo: Com Sol constante o ano inteiro, clima úmido, mata virgem e uma localização excepcionalmente acessível a Brasília. Urucuia às margens de seu principal rio, torna-se um destino muito procurado por pescadores e amantes da natureza. Todos os finais de semana e feriados a cidade recebe centenas de turistas em função do turismo ecológico.
- Artesanato: São caixas e doces de frutas típicas do cerrado, produzidos por uma cooperativa de artesãos. São exportados para toda a Europa. E possuem alto valor agregado no mercado.
- Café: Todo o café produzido em Urucuia é irrigado, o que garante grande produtividade todos os anos. A irrigação é feita através de pivô central. Na cidade, também se encontra um dos maiores pivôs centrais da América Latina, tendo quase 1 km de raio. O café é responsável pela geração de centenas de empregos diretos na cidade.
- Carvão vegetal: A extração de carvão vegetal em Urucuia sempre foi uma boa fonte de renda para a população, empregando centenas de pessoas nos auges do preço da saca de carvão.
- Eucalipto: Cultivado principalmente por grandes empreendedores, o eucalipto possui uma área plantada de cerca de 20.000 hectares, não irrigados.
- Gado de Corte: Urucuia, como toda cidade norte-mineira, tem aptidão para criação do gado de corte. Existem aproximadamente 40.000 cabeças de gado em Urucuia.
- Produção de Leite: Urucuia iniciou sua produção de leite, no ano de 2009. Hoje possui produção de cerca de 150.000 litros de leite por mês.
- Culturas Anuais: Embora com safras modestas, o plantio de milho, feijão e outras culturas anuais vem se desenvolvendo no município. O milho, quase que totalmente produzido na agricultura familiar, com algumas exceções de plantios de milho safrinha, que acontece na entre-safra da produção de feijão. Esta (feijão) já se produz irrigada, como cultura única, ou intercalada ao café, a produção do feijão já é altamente mecanizada.
- Comércio: A cidade possui empresas pioneiras na região, o comércio em Urucuia representa o verdadeiro desenvolvimento da cidade, e é a maior fonte na geração de empregos e renda.

## Arrecadação
Segundo o Impostômetro:
| Ano  | Total Anual      | Total por Habitante |
| ---- | ---------------- | ------------------- |
| 2010 | R$ 23.099.783,90 | R$ 1.858,78         |
| 2011 | R$ 37.739.379,79 | R$ 2.564,09         |

Os valores se referem ao total de impostos pagos e recolhidos na cidade de Urucuia nos períodos informados.

## Educação
A cidade possui em seu município, cerca de:
- 11 escolas de ensino fundamental.
- 1 escola de ensino médio.
- 2 escolas de ensino pre-escolar.
- 1 escola-polo de ensino superior a distancia.

Ao todo cerca de 3 mil alunos desfrutam do ensino público na cidade.

## Saúde
Urucuia possui 7 instituições públicas de saúde. Sendo que uma possui internação total com 32 leitos. E 5 possuem atendimento ambulatorial de especialidades médicas. Além de 1 com atendimento odontológico especializado.[carece de fontes?]

## Esportes

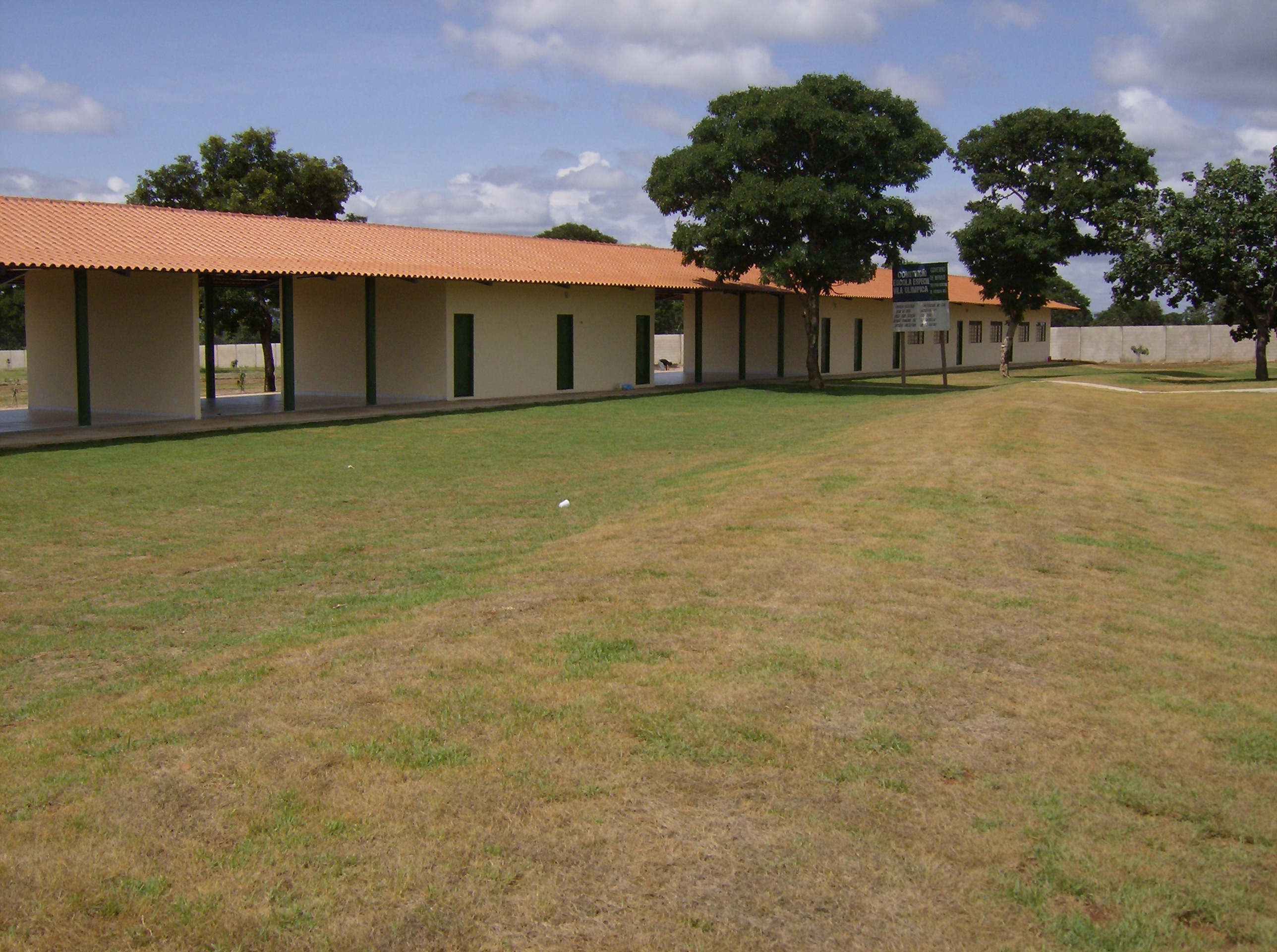
Escola de Esportes e Cultura

Urucuia, através de constantes investimentos, criou uma aptidão incomum na região, para o esporte. Cidade pequena, porém, conta com 4 ginásios poliesportivos cobertos, 1 vila olímpica que integra 1 escola de esportes(academia, artes maciais, xadrez, dança, dentre outros), 1 estádio coberto denominado Rutilhão com capacidade para a quase 10 mil pessoas, pistas oficiais de atletismo, e, ensino integral na rede pública (ensino+esporte).[carece de fontes?]

## Rio Urucuia

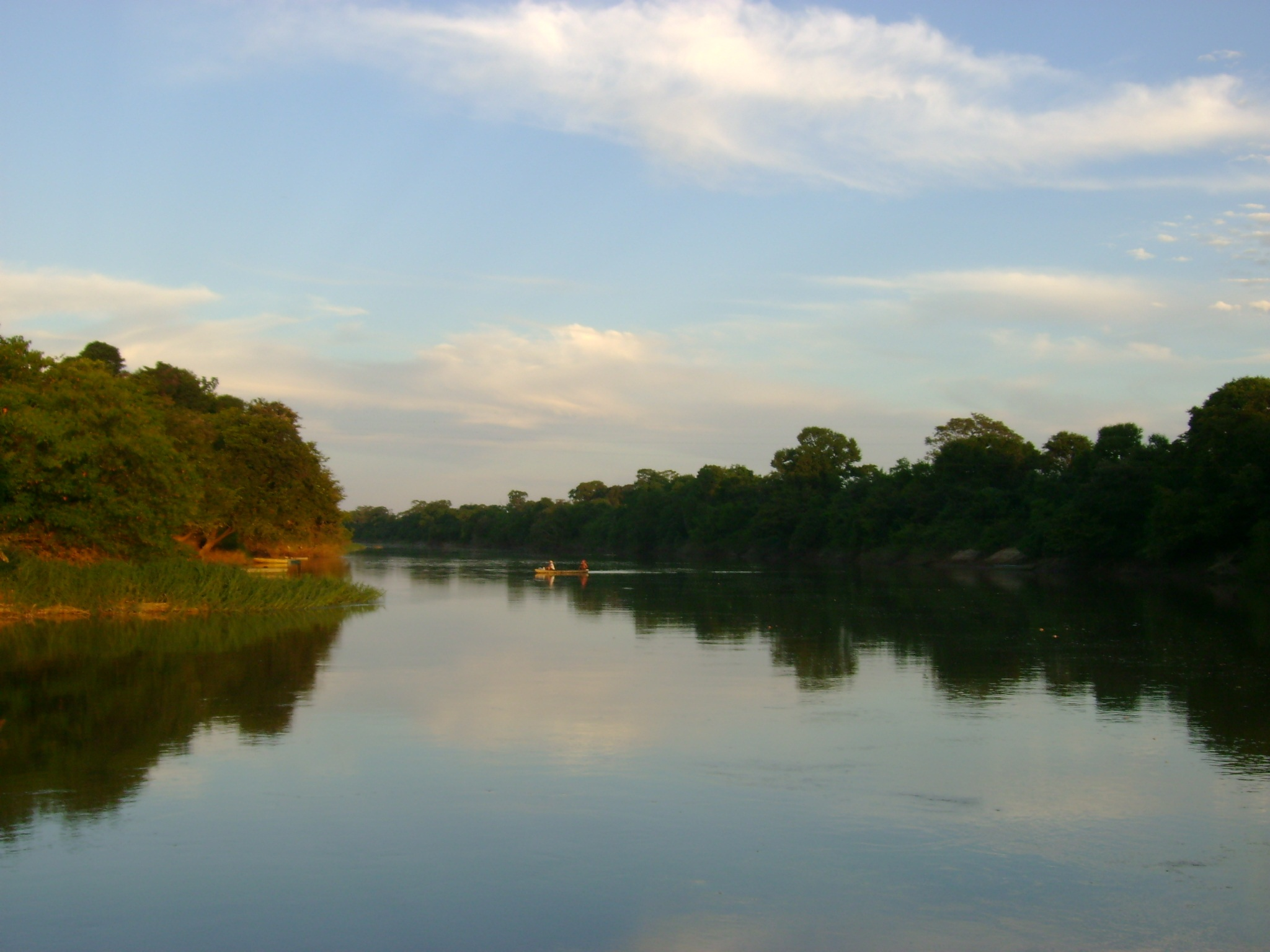
Rio Urucuia

Nasce nos chapadões de Goiás de um lugar denominado Raizama ou Lagoa dos Morões em aproximação com o Córrego Bezerra, o Urucuia desce para o extremo Leste, alcançando as terras do Município de Buritis MG. Buritis é primeiro município de Minas Gerais a receber as águas do Rio Urucuia, ainda em pequena quantidade, a partir de então começa a receber afluentes em solo mineiro e a formar sua bacia hidrográfica. Em seu percusso, estão as cidades de Buritis-MG, Arinos-MG e Urucuia-MG até desaguar no rio São Francisco.[carece de fontes?]

## Exploração de petróleo e gás
Era 2006 quando a Petrobras anunciara a maior descoberta de gás mineral da história do Brasil (1 trilhão de m³ era a estimativa), Urucuia fazia parte daquele pedaço de terra que compreendia boa parte dos vales dos rios São Francisco, Urucuia e Paracatu. Nos anos seguintes a tal descoberta houve o leilão dos blocos de exploração. Que em Urucuia foram arrematados pela Shell e pela Petra Energia.
No ano de 2011 pode-se ver na cidade atitudes mais concretas quanto ao potencial mineral que ela tinha. Na ocasião a cidade recebeu um verdadeiro batalhão de engenheiros, técnicos e todos os tipos de profissionais a serviço de uma empresa que prestava serviço para a Petra (em uma primeira fase) e para a Shell (numa segunda fase). Eles estavam fazendo um "mapeamento 3D do solo" segundo os próprios profissionais. Que servia para identificar áreas prósperas para extração e para mensurar o que de fato havia naquele solo. Pesquisas feitas, começa a euforia para saber onde e quando serão perfurados os primeiros poços. Em algumas cidades vizinhas como Brasilândia de Minas isto já é uma realidade, neste caso sob comando da Petrobras.